# Resultados do Carnaval do Rio de Janeiro em 2011
Nesta página estão listados os resultados dos concursos de escolas de samba e de blocos de enredo do carnaval do Rio de Janeiro do ano de 2011. Os desfiles foram realizados entre os dias 4 e 12 de março de 2011.
O carnaval ficou marcado por um incêndio na Cidade do Samba que destruiu os barracões de Grande Rio, Portela e União da Ilha do Governador, 27 dias antes dos desfiles. As três escolas não foram julgadas, desfilando como hors concours. Por conta do incêndio, a Liga Independente das Escolas de Samba do Rio de Janeiro (LIESA) decidiu não rebaixar nenhuma agremiação.
A Beija-Flor conquistou seu 12.º título na elite do carnaval. Última agremiação a se apresentar pelo Grupo Especial, a escola realizou um desfile em homenagem ao cantor Roberto Carlos, que desfilou na última alegoria da escola. O enredo "A Simplicidade de Um Rei" foi desenvolvido pela Comissão de Carnaval da escola, formada por Alexandre Louzada, Fran Sérgio, Laíla, Ubiratan Silva e Victor Santos. Campeã do ano anterior, a Unidos da Tijuca ficou com o vice-campeonato e voltou a surpreender o público com sua comissão de frente, usando um truque de ilusionismo onde os componentes "perdiam a cabeça".
Renascer de Jacarepaguá foi a campeã do Grupo A com um desfile sobre as cidades que compõem o Circuito das Águas de Minas Gerais. Alegria da Zona Sul, que teve seu barracão atingido por um incêndio no pré-carnaval e Caprichosos de Pilares foram rebaixadas para a terceira divisão. Paraíso do Tuiuti venceu o Grupo B com um desfile em homenagem ao cantor Caetano Veloso, que desfilou na última alegoria da escola. Unidos da Vila Santa Tereza foi a campeã do Grupo C com um desfile sobre a Amazônia. Império da Praça Seca conquistou o Grupo D com um desfile em homenagem à sua escola-madrinha, Império Serrano. Unidos de Lucas venceu o Grupo E desfilando o enredo "Um Amor de Carnaval!". Entre os blocos de enredo, Boca de Siri venceu o Grupo 1; Tradição Barreirense de Mesquita conquistou o Grupo 2; e Colibri de Mesquita foi o campeão do Grupo 3.

## Grupo Especial
O desfile do Grupo Especial foi organizado pela Liga Independente das Escolas de Samba do Rio de Janeiro (LIESA) e realizado no Sambódromo da Marquês de Sapucaí, a partir das 21 horas dos dias 6 e 7 de março de 2011.
Incêndio na Cidade do Samba

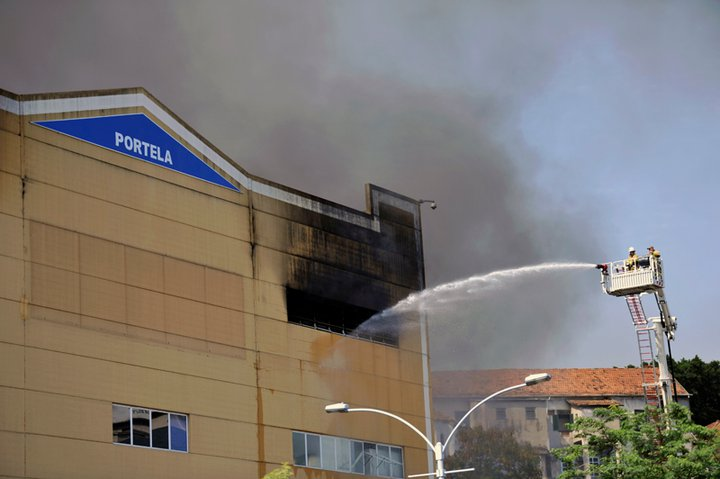
Bombeiros agem para controlar o incêndio no barracão da Portela.

Na manhã do dia 7 de fevereiro de 2011, faltando 27 dias para o desfile, um incêndio atingiu quatro dos quatorze barracões da Cidade do Samba. O barracão da Acadêmicos do Grande Rio foi o mais atingido. A escola, cujo enredo homenageava a cidade de Florianópolis, perdeu todas as fantasias e alegorias. A União da Ilha do Governador também teve seu barracão atingido. A escola perdeu cerca de 900 fantasias e uma alegoria. O barracão da Portela foi atingido na parte superior, onde são confeccionadas fantasias e esculturas que compõem os carros alegóricos. Cerca de 2,5 mil fantasias foram destruídas pelo fogo. As alegorias, que ficam no andar térreo, não foram atingidas. O quarto barracão atingido pertencia à LIESA. No mesmo dia do incêndio, a Liga decidiu que nenhuma escola seria rebaixada e as três agremiações atingidas pelo incêndio, desfilariam como hors concours, não sendo julgadas.
Ordem dos desfiles

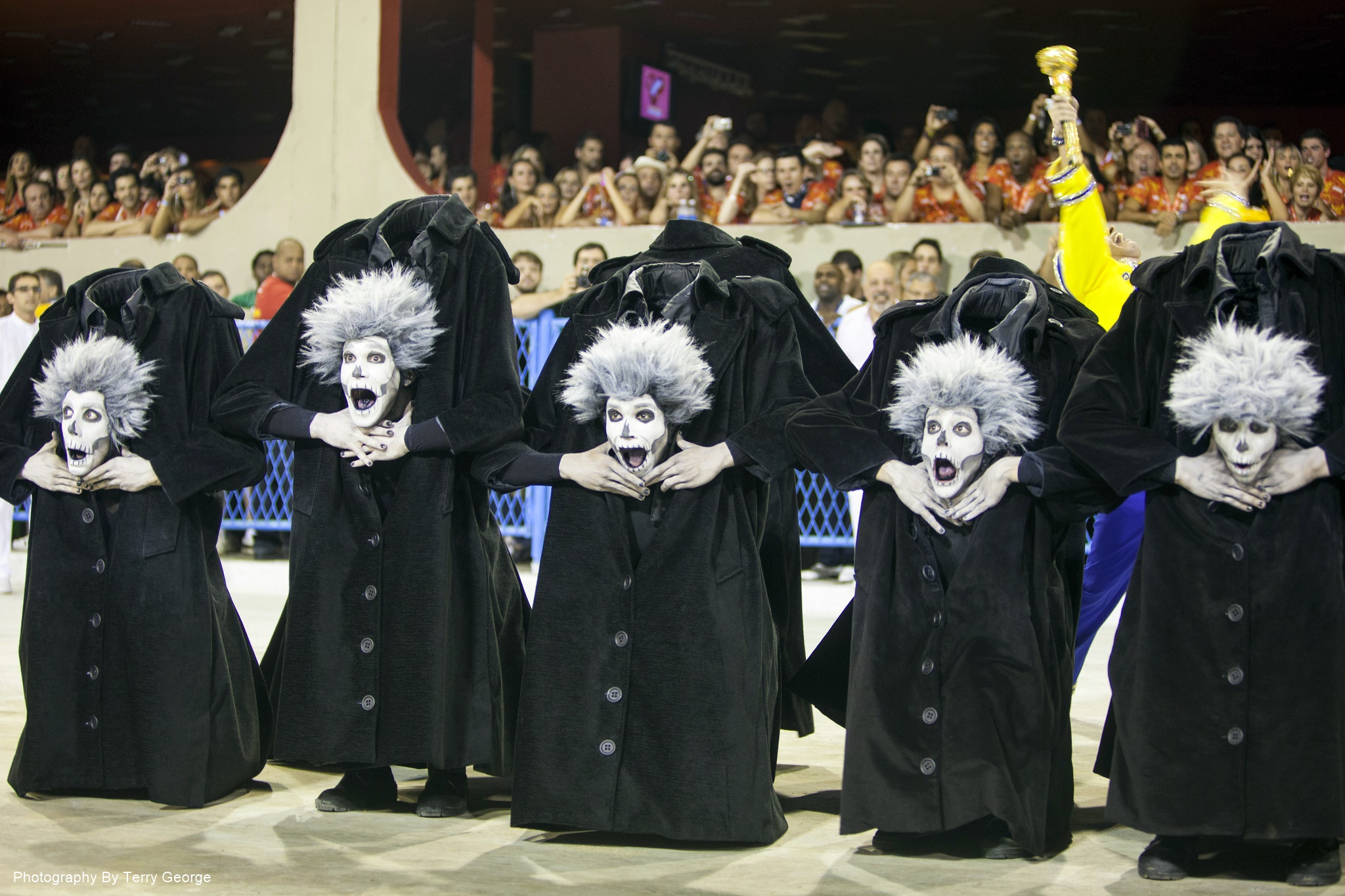
Com truque de ilusionismo na Comissão de Frente, Tijuca foi vice-campeã em 2011.

A ordem dos desfiles foi definida através de sorteio realizado no dia 30 de junho de 2010 na Cidade do Samba. Para equilibrar as forças, as escolas foram divididas em pares, sendo que, dentro dos pares, cada escola desfilaria em uma noite diferente. Os pares formados foram: Unidos da Tijuca e Salgueiro; Beija-Flor e Mangueira; Vila Isabel e Grande Rio; Portela e Imperatriz Leopoldinense; Mocidade Independente de Padre Miguel e Porto da Pedra.
Primeiro foi sorteada a noite de desfile de cada escola; depois foi sorteada a ordem de apresentação de cada noite. Após o sorteio foi permitido que as escolas negociassem a troca de posições dentro de cada noite, mas nenhuma escola optou por trocar. Duas escolas tinham posições definidas e não participaram do sorteio: Campeã do Grupo A (segunda divisão) do ano anterior, a São Clemente ficou responsável por abrir a primeira noite; penúltima colocada do Grupo Especial no ano anterior, a União da Ilha do Governador ficou responsável por abrir a segunda noite. Previamente, a Portela foi sorteada para desfilar na segunda-feira, enquanto a Mocidade foi sorteada para o domingo. Após o incêndio na Cidade do Samba, as duas escolas trocaram os dias de desfile, para evitar que as três escolas atingidas pelo incêndio desfilassem na mesma noite.
| Domingo (06/03/2011) | Segunda-feira (07/03/2011) |
| 1. São Clemente 2. Imperatriz Leopoldinense 3. Portela (Hors concours) 4. Unidos da Tijuca 5. Unidos de Vila Isabel 6. Mangueira | 1. União da Ilha (Hors concours) 2. Acadêmicos do Salgueiro 3. Mocidade Independente de Padre Miguel 4. Grande Rio (Hors concours) 5. Unidos do Porto da Pedra 6. Beija-Flor |

Quesitos e julgadores
Foram mantidos os dez quesitos de avaliação e a mesma quantidade de julgadores do ano anterior (cinco por quesito).
| Quesitos | Quesitos                     | Julgador 1                   | Julgador 2                       | Julgador 3               | Julgador 4              | Julgador 5                  |
| -------- | ---------------------------- | ---------------------------- | -------------------------------- | ------------------------ | ----------------------- | --------------------------- |
|          | Harmonia                     | Leandro Luís Vieira Oliveira | Célia Souto                      | Nilton Rodrigues         | Sidnei Martins Dantas   | Antonio Guerreiro de Faria  |
|          | Mestre-Sala e Porta-Bandeira | Beatriz Badejo               | Áurea Hämmerli                   | Tito Canha               | Ilclemar Nunes          | Luiz Carlos Correa          |
|          | Conjunto                     | Wilson Martinez              | Gustavo Pazos Quintans           | Sulamita Trzcina         | João Vlamir             | Edileuza Batista de Aleluia |
|          | Evolução                     | Carlos Pousa                 | Paulo Melgaço                    | Luiz Eduardo Rezende     | Salete Lisboa           | Sonia Gallo                 |
|          | Comissão de Frente           | Fabiana Valor                | Rafael David                     | Marcus Nery Magalhães    | Rafaela Riveiro Ribeiro | Paulo César Morato          |
|          | Fantasias                    | Drika Lucena                 | Sueli Stambowsky                 | Marcelo Marques          | Regina Oliva            | Paulo Paradela              |
|          | Alegorias e Adereços         | Walber Ângelo de Freitas     | Carlos Alberto de Araújo Marques | Emil Ferreira            | Bruno Chateaubriand     | Helenise Guimarães          |
|          | Enredo                       | Flávio Freire Xavier         | Johnny Soares                    | Elizeu de Miranda Corrêa | Pérsio Gomyde Brasil    | Mariza Maline               |
|          | Bateria                      | Sérgio Naidin                | Cláudio Luiz Matheus             | Xande Figueiredo         | Leandro Osíris          | Luiz D'Anunciação (Pinduca) |
|          | Samba-Enredo                 | Alice Serrano                | Maria Amélia Martins             | Marta Macedo             | Marcelo Rodrigues       | Eri Galvão                  |

### Classificação

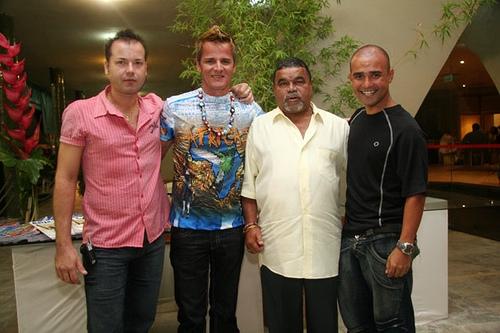
Da esquerda para direita: Fran Sérgio, Alexandre Louzada, Laíla e Ubiratan Silva. Integrantes da Comissão de Carnaval da Beija-Flor, campeã do Grupo Especial de 2011.

A Beija-Flor conquistou seu 12.º título de campeã do carnaval com um desfile em homenagem ao cantor Roberto Carlos, que desfilou na última alegoria da escola. Além de Roberto, participaram do desfile: Erasmo Carlos, Wanderléa, Hebe Camargo, Agnaldo Rayol, Miele, entre outros amigos do cantor. O enredo "A Simplicidade de Um Rei", foi desenvolvido pela Comissão de Carnaval formada por Alexandre Louzada, Fran Sérgio, Laíla, Ubiratan Silva e Victor Santos. Este foi o quinto título de Alexandre Louzada na elite do carnaval carioca. O carnavalesco contribuiu com as ideias de alguns figurinos e foi o autor da sinopse do enredo, mas se desentendeu com Laíla e abandonou a Comissão de Carnaval durante a produção do desfile. O título anterior da Beija-Flor foi conquistado três anos antes, em 2008.
Campeã do ano anterior, a Unidos da Tijuca ficou com o vice-campeonato desfilando um enredo do carnavalesco Paulo Barros sobre o medo no cinema. Um dos destaques do desfile foi a comissão de frente em que componentes "perdiam a cabeça" através de um truque de ilusionismo. Após a apuração, o presidente da Tijuca, Fernando Horta, reclamou da diferença de 1,4 pontos entre as duas primeiras colocadas. Estação Primeira de Mangueira foi a terceira colocada com um desfile em homenagem ao centenário do nascimento do compositor Nelson Cavaquinho, morto em 1986. Quarta colocada, a Unidos de Vila Isabel realizou uma apresentação sobre cabelos. O desfile foi assinado pela carnavalesca Rosa Magalhães e contou com a participação da modelo brasileira Gisele Bündchen. Acadêmicos do Salgueiro conquistou o quinto lugar com um desfile sobre o Rio de Janeiro retratado no cinema. A escola sofreu para manobrar suas alegorias, que estavam muito pesadas e ultrapassou o tempo máximo de desfile em dez minutos. Imperatriz Leopoldinense e Mocidade Independente de Padre Miguel tiveram a mesma pontuação final. O desempate, no quesito Samba-Enredo, deu à Imperatriz o sexto lugar e a última vaga no Desfile das Campeãs. A escola realizou um desfile sobre saúde. Sétima colocada, a Mocidade realizou um desfile sobre festas ligadas à agricultura e à agropecuária no Brasil e no mundo. A oitava colocação ficou com a Unidos do Porto da Pedra, que homenageou a dramaturga Maria Clara Machado, morta em 2001. Recém promovida ao Grupo Especial, após vencer o Grupo A em 2010, a São Clemente ficou em nono lugar com um desfile sobre a cidade do Rio de Janeiro.

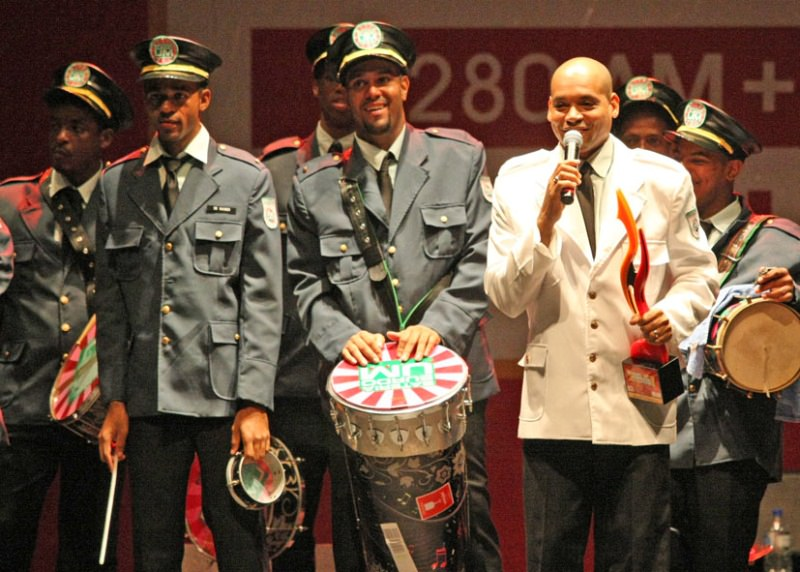
Aílton Nunes e ritmistas da Mangueira recebem o Troféu Tupi de melhor bateria.

| Legenda: Desfile das Campeãs |

| Col. | Escola                                | Enredo                                                               | Carnavalesco(a)                                                       | Pontos        | Desempate        |
| ---- | ------------------------------------- | -------------------------------------------------------------------- | --------------------------------------------------------------------- | ------------- | ---------------- |
| 1    | Beija-Flor                            | A Simplicidade de Um Rei                                             | Alexandre Louzada, Fran Sérgio, Laíla, Ubiratan Silva e Victor Santos | 299,8         | -                |
| 2    | Unidos da Tijuca                      | Esta Noite Levarei Sua Alma                                          | Paulo Barros                                                          | 298,4         | -                |
| 3    | Estação Primeira de Mangueira         | O Filho Fiel, Sempre Mangueira                                       | Mauro Quintaes e Wagner Gonçalves                                     | 297,2         | -                |
| 4    | Unidos de Vila Isabel                 | Mitos e Histórias Entrelaçadas pelos Fios de Cabelo                  | Rosa Magalhães                                                        | 297           | -                |
| 5    | Acadêmicos do Salgueiro               | Salgueiro Apresenta: O Rio no Cinema                                 | Renato Lage e Márcia Lage                                             | 296,2         | -                |
| 6    | Imperatriz Leopoldinense              | Imperatriz Adverte: Sambar Faz Bem à Saúde!                          | Max Lopes                                                             | 295,5         | Samba (29,5 pts) |
| 7    | Mocidade Independente de Padre Miguel | Parábola dos Divinos Semeadores                                      | Cid Carvalho                                                          | 295,5         | Samba (29,4 pts) |
| 8    | Unidos do Porto da Pedra              | O Sonho Sempre Vem pra quem Sonhar...                                | Paulo Menezes                                                         | 293,4         | -                |
| 9    | São Clemente                          | O Seu, o Meu, o Nosso Rio, Abençoado por Deus e Bonito por Natureza! | Fábio Ricardo                                                         | 290,9         | -                |
| -    | Acadêmicos do Grande Rio              | Y-Jurerê Mirim - A Encantadora Ilha das Bruxas (Um conto de Cascaes) | Cahê Rodrigues                                                        | Hors concours | Hors concours    |
| -    | Portela                               | Rio, Azul da Cor do Mar                                              | Roberto Szaniecki                                                     | Hors concours | Hors concours    |
| -    | União da Ilha do Governador           | O Mistério da Vida                                                   | Alex de Souza                                                         | Hors concours | Hors concours    |

### Premiações
- Campeã do carnaval, a Beija-Flor recebeu três prêmios de melhor escola do ano.
- Com três prêmios, o samba-enredo da Imperatriz Leopoldinense foi o mais premiado. O samba da Mangueira recebeu duas premiações.
- A bateria da Mangueira, dirigida por Mestre Aílton Nunes, recebeu a maioria das premiações.
- Com três prêmios, o casal de mestre-sala e porta-bandeira mais premiado foi Marquinhos e Giovanna, da Unidos da Tijuca. Giovanna ainda recebeu um quarto prêmio individual.
- A comissão de frente da Unidos da Tijuca, coreografada por Priscilla Mota e Rodrigo Negri, recebeu a maioria das premiações.

| Prêmios 2011          | Melhor Escola    | Samba-Enredo | Melhor Enredo  | Melhor Bateria | Mestre-Sala e Porta-Bandeira              | Comissão de Frente | Melhor Intérprete      | Melhor Ala de Baianas | Melhor Carnavalesco              |
| --------------------- | ---------------- | ------------ | -------------- | -------------- | ----------------------------------------- | ------------------ | ---------------------- | --------------------- | -------------------------------- |
| Estandarte de Ouro    | União da Ilha    | Imperatriz   | União da Ilha  | Mangueira      | Julinho (Vila Isabel) e Giovanna (Tijuca) | Mangueira          | Ito Melodia (Ilha)     | Imperatriz            | -                                |
| Estrela do Carnaval   | Unidos da Tijuca | Beija-Flor   | -              | Mangueira      | Marquinhos e Giovanna (Tijuca)            | Unidos da Tijuca   | Gilsinho (Portela)     | Salgueiro             | -                                |
| Gato de Prata         | Beija-Flor       | Imperatriz   | Salgueiro      | Imperatriz     | Julinho e Rute (Vila Isabel)              | Unidos da Tijuca   | Bruno Ribas (Tijuca)   | -                     | -                                |
| Tamborim de Ouro      | Beija-Flor       | Grande Rio   | Porto da Pedra | Mangueira      | Raphael e Marcella (Mangueira)            | Unidos da Tijuca   | Ito Melodia (Ilha)     | Vila Isabel           | -                                |
| Troféu Rádio Manchete | Beija-Flor       | Imperatriz   | Mangueira      | Mangueira      | Raphael e Marcella (Mangueira)            | Unidos da Tijuca   | Bruno Ribas (Tijuca)   | -                     | -                                |
| Troféu Sambario       | Vila Isabel      | Mangueira    | Mangueira      | Mangueira      | Marquinhos e Giovanna (Tijuca)            | Unidos da Tijuca   | Neguinho da Beija-Flor | Mocidade              | -                                |
| Troféu Tupi           | Mangueira        | Salgueiro    | -              | Mangueira      | Marquinhos e Giovanna (Tijuca)            | Imperatriz         | Wantuir (Grande Rio)   | -                     | Márcia e Renato Lage (Salgueiro) |
| Plumas & Paetês       | -                | Mangueira    | -              | Mangueira      | -                                         | Unidos da Tijuca   | Neguinho da Beija-Flor | -                     | Alex de Souza (Ilha)             |

### Desfile das Campeãs
O Desfile das Campeãs foi realizado a partir da noite do sábado, dia 12 de março de 2011, no Sambódromo da Marquês de Sapucaí. As seis primeiras colocadas do Grupo Especial desfilaram seguindo a ordem inversa de classificação.
| Ordem dos desfiles |
| 1. Imperatriz Leopoldinense 2. Acadêmicos do Salgueiro 3. Unidos de Vila Isabel 4. Estação Primeira de Mangueira 5. Unidos da Tijuca 6. Beija-Flor |

## Grupo A
O desfile do Grupo A (segunda divisão) foi organizado pela Liga das Escolas de Samba do Grupo de Acesso e realizado a partir das 20 horas do sábado, dia 5 de março de 2011, no Sambódromo da Marquês de Sapucaí.
Ordem dos desfiles
Seguindo o regulamento do concurso, a primeira escola a desfilar foi a campeã do Grupo RJ-1 (terceira divisão) do ano anterior, Alegria da Zona Sul. A posição de desfile das demais escolas foi definida através de sorteio realizado no dia 15 de julho de 2010 no Scala.
| 1. Alegria da Zona Sul 2. Renascer de Jacarepaguá 3. Unidos do Viradouro 4. Acadêmicos de Santa Cruz 5. Império da Tijuca 6. Inocentes de Belford Roxo 7. Acadêmicos do Cubango 8. Estácio de Sá 9. Império Serrano 10. Acadêmicos da Rocinha 11. Caprichosos de Pilares |

Quesitos e julgadores
Em relação ao ano anterior, os quesitos Conjunto e Evolução foram separados, o que aumentou a quantidade de quesitos avaliados para dez. A quantidade de julgadores por quesito também subiu para cinco. A coordenação dos julgadores foi mantida a cargo da LESGA.
| Quesitos | Quesitos                     | Julgador 1           | Julgador 2            | Julgador 3            | Julgador 4              | Julgador 5             | Suplentes                |
| -------- | ---------------------------- | -------------------- | --------------------- | --------------------- | ----------------------- | ---------------------- | ------------------------ |
|          | Alegorias e Adereços         | Eduardo Freire       | Mauro Theodoro        | Carlos Alberto Júnior | Jacqueline Bandeira     | Riec Barcelos          | Célio José dos Santos    |
|          | Bateria                      | Chico Donadoni       | Adriano de Sousa      | Kátia Maria de Souza  | Edson Gonçalves         | Júlio César dos Santos | Renato Alves dos Santos  |
|          | Comissão de Frente           | Michele Sales        | Rodrigo Monteiro      | Lindomar Araújo       | Luiz Antônio dos Santos | Tarcísio Filho         | Paulo Cunha              |
|          | Conjunto                     | Jorge Miguel         | Silésio Amorim        | Ariel Chacar          | Marcelo Freitas         | Samuel Pinto           | Leonardo Dias            |
|          | Enredo                       | Selma Nogueira       | José Roberto Darbilly | Ricardo Silva         | Nilton Santos           | Edson Jorge Leite      | José Ricardo da Silva    |
|          | Evolução                     | Luiz Rogério Nicolau | Felicissimo Chaves    | Roberto Peixoto       | Miguel Santa Brígida    | Ivan Heinen            | Josias Franco            |
|          | Fantasias                    | Vanessa Sant`Anna    | Flávia Cristina Viana | Regina Salaroli       | Thiago de Oliveira      | Márcio Anchieta        | Moises Jeremias          |
|          | Harmonia                     | Eduardo Oliveira     | Fernando Bicudo       | Everaldo Benevides    | Sérgio Moreira          | Mauro Leão             | Isac de Souza            |
|          | Mestre-Sala e Porta-Bandeira | Maria José Ramos     | Liane Rosa de Souza   | Paulo Salim           | Paulo Farinelli         | Ricardo Lourenço       | Ronald Carvalho          |
|          | Samba-Enredo                 | Leonardo Bernardo    | Suzane Seiça          | Luiz Guimarães        | Renato Pires            | Nubio Quaresma         | Francisco Carlos da Rosa |

### Classificação
Renascer de Jacarepaguá foi a campeã, conquistando seu primeiro título na segunda divisão. Com a vitória, a escola foi promovida ao Grupo Especial pela primeira vez em sua história. A Renascer realizou um desfile sobre as cidades que compões o Circuito das Águas de Minas Gerais. O enredo foi assinado por Edson Pereira, Isabel Azevedo, Simone Martins, Ana Trindade e Paulo Barros. A confecção do desfile ficou a cargo de Edson Pereira com consultoria de Paulo Barros. Foi o primeiro título de Edson na segunda divisão, enquanto Paulo já havia vencido em 2006.

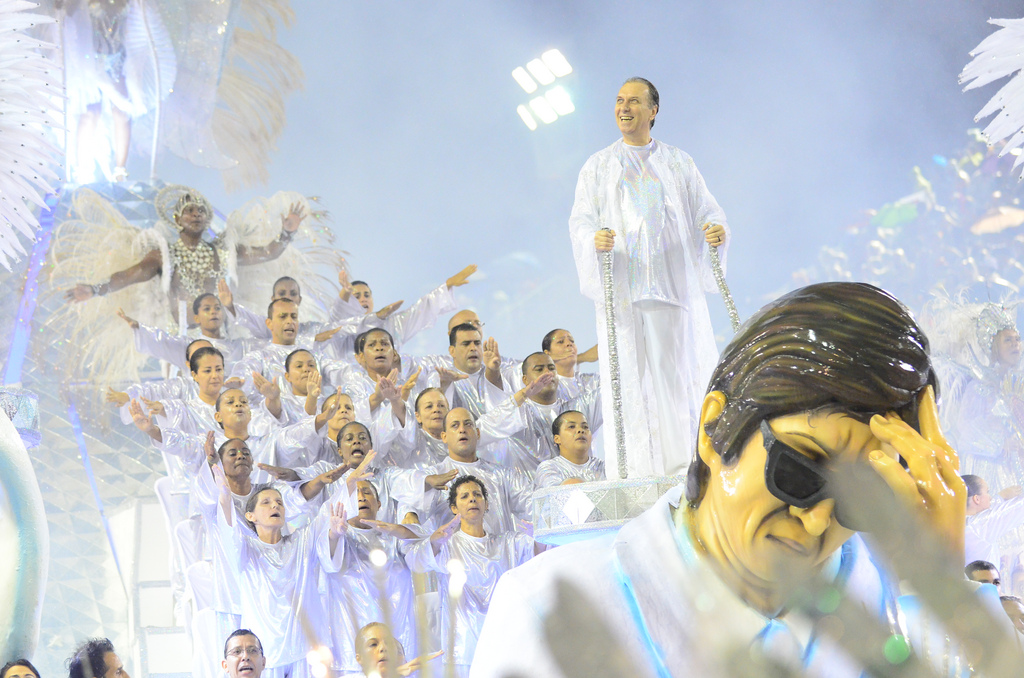
Desfile da Unidos do Viradouro em 2011. Escola foi a vice-campeã do Grupo A.

Após ser rebaixada do Grupo Especial em 2010, a Unidos do Viradouro foi vice-campeã do Grupo A com um desfile sobre a comunicação. Estácio de Sá foi a terceira colocada com um desfile sobre as rosas. Quarta colocada, a Acadêmicos do Cubango realizou um desfile sobre a emoção. Acadêmicos de Santa Cruz obteve a quinta colocação com um desfile sobre as transformações culturais, científicas e políticas dos anos 60. Homenageando o poeta Vinícius de Moraes, o Império Serrano se classificou um sexto lugar. Com um desfile sobre o carnaval, o Império da Tijuca obteve o sétimo lugar. Oitava colocada, a Inocentes de Belford Roxo homenageou o grupo musical Mamonas Assassinas. Acadêmicos da Rocinha foi a nona colocada com um desfile sobre o vidro.
Após cinco carnavais consecutivos no Grupo A, a Caprichosos de Pilares foi rebaixada para a terceira divisão, de onde estava afastada desde 1977. A escola realizou um desfile sobre o suburbano carioca. Recém promovida ao Grupo A, após vencer o Grupo RJ-1 em 2010, a Alegria da Zona Sul foi rebaixada de volta à terceira divisão. Última colocada, a escola realizou um desfile sobre o doze Obás de Xangô. Durante a preparação do seu desfile, a Alegria sofreu um incêndio em seu barracão de alegorias. A agremiação chegou a solicitar à LESGA que não fosse julgada, mas teve seu pedido negado.

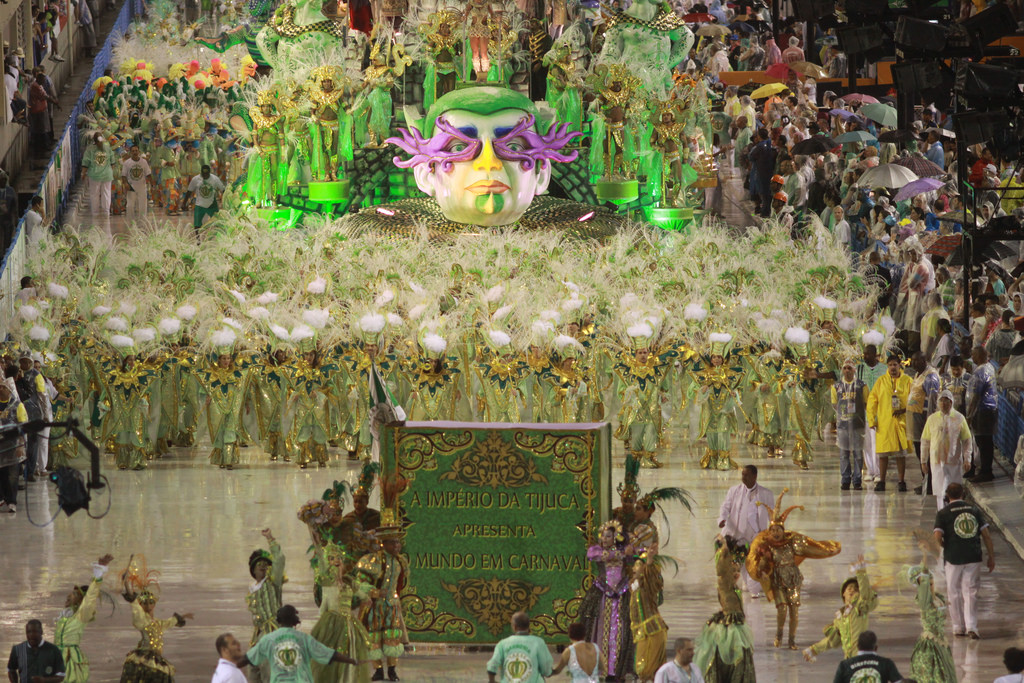
Desfile do Império da Tijuca em 2011, premiado pelo Estandarte de Ouro.

| Legenda: Promovida ao Grupo Especial Rebaixadas para o Grupo B |

| Col. | Escola                    | Enredo                                                                                   | Carnavalesco(a)                                  | Pontos |
| ---- | ------------------------- | ---------------------------------------------------------------------------------------- | ------------------------------------------------ | ------ |
| 1    | Renascer de Jacarepaguá   | Águas de Março                                                                           | Edson Pereira e Paulo Barros                     | 299,9  |
| 2    | Unidos do Viradouro       | Quem Sou Eu Sem Você?                                                                    | Jack Vasconcelos                                 | 299    |
| 3    | Estácio de Sá             | Rosas                                                                                    | Marcus Ferreira                                  | 298,7  |
| 4    | Acadêmicos do Cubango     | A Emoção Está no Ar!                                                                     | Jaime Cezário                                    | 298,2  |
| 5    | Acadêmicos de Santa Cruz  | Paz e Amor, o Sonho não Acabou...                                                        | Carlinhos Muvuca, Munir Nicolau e Orlando Júnior | 297,7  |
| 6    | Império Serrano           | A Benção, Vinícius                                                                       | Alexandre Colla                                  | 297,3  |
| 7    | Império da Tijuca         | O Mundo em Carnaval - Um Olhar Sobre a Cultura dos Povos                                 | Severo Luzardo                                   | 297,2  |
| 8    | Inocentes de Belford Roxo | De Guarulhos para o Palco da Folia, Sonhos, Irreverência e Alegria. Mamonas para Sempre! | Cristiano Bara                                   | 297,1  |
| 9    | Acadêmicos da Rocinha     | Rocinha, Estou Vidrado em Você                                                           | Luiz Carlos Bruno                                | 297,1  |
| 10   | Caprichosos de Pilares    | Gente Humilde                                                                            | Amauri Santos                                    | 293,9  |
| 11   | Alegria da Zona Sul       | Os Doze Obás de Xangô                                                                    | Lane Santana                                     | 291,8  |

### Premiações
- Cubango (quarta colocada) e Império da Tijuca (sétima colocada) receberam três prêmios de melhor escola.
- O samba-enredo mais premiado do Grupo A foi do Império Serrano, composto por Aluízio Machado, Henrique Hoffmann, Paulinho Valença, Popeye, Victor Alves e Zé Paulo.
- Império Serrano e Viradouro dividiram os prêmios de melhor bateria.
- Robson Sensação e Ana Paula, da Viradouro, receberam todos os prêmios de melhor casal de mestre-sala e porta-bandeira.

| Prêmios 2011        | Melhor Escola     | Samba-Enredo    | Melhor Enredo     | Melhor Bateria  | Mestre-Sala e Porta-Bandeira   | Comissão de Frente | Melhor Intérprete          | Melhor Ala de Baianas | Ala de Passistas | Melhor Carnavalesco             | Melhores Alegorias | Melhores Fantasias |
| ------------------- | ----------------- | --------------- | ----------------- | --------------- | ------------------------------ | ------------------ | -------------------------- | --------------------- | ---------------- | ------------------------------- | ------------------ | ------------------ |
| Estandarte de Ouro  | Império da Tijuca | Império Serrano | -                 | -               | -                              | -                  | -                          | -                     | -                | -                               | -                  | -                  |
| Estrela do Carnaval | Cubango           | Império Serrano | -                 | Império Serrano | Robson e Ana Paula (Viradouro) | Viradouro          | Pixulé (Império da Tijuca) | -                     | -                | -                               | -                  | -                  |
| Gato de Prata       | Viradouro         | Império Serrano | -                 | -               | -                              | -                  | Rogerinho (Renascer)       | -                     | -                | -                               | -                  | -                  |
| S@mba-Net           | Cubango           | Império Serrano | Rocinha           | Viradouro       | Robson e Ana Paula (Viradouro) | Rocinha            | Anderson Paz (Rocinha)     | Cubango               | Renascer         | -                               | Império da Tijuca  | Cubango            |
| Troféu Sambario     | Império da Tijuca | Império Serrano | Império da Tijuca | -               | -                              | -                  | Leandro Santos (Estácio)   | -                     | -                | -                               | -                  | -                  |
| Troféu Jorge Lafond | Império da Tijuca | Império Serrano | -                 | Império Serrano | Robson e Ana Paula (Viradouro) | Alegria            | Pixulé (Império da Tijuca) | Império da Tijuca     | Estácio          | Severo Luzardo (Imp. da Tijuca) | -                  | -                  |
| Troféu Tupi         | Cubango           | -               | -                 | -               | -                              | -                  | -                          | -                     | -                | -                               | -                  | -                  |
| Plumas & Paetês     | -                 | Viradouro       | -                 | Viradouro       | -                              | Império da Tijuca  | -                          | -                     | -                | Jaime Cezário (Cubango)         | -                  | -                  |

## Grupo B
Após o carnaval de 2010, as agremiações participantes da terceira divisão do carnaval se desfiliaram da Associação das Escolas de Samba da Cidade do Rio de Janeiro (AESCRJ). A Liga das Escolas de Samba do Grupo de Acesso (LESGA), entidade reguladora do Grupo A, acolheu as escolas dissidentes e organizou o desfile da terceira divisão de 2011. A divisão voltou a ser denominada Grupo B, após dois anos como Grupo Rio de Janeiro 1. O desfile foi realizado a partir da noite da terça-feira, dia 8 de março de 2011, no Sambódromo da Marquês de Sapucaí.
Ordem dos desfiles

Seguindo o regulamento do concurso, a primeira escola a desfilar foi a vice-campeã do Grupo RJ-2 (quarta divisão) do ano anterior, Difícil É o Nome; seguida da campeã, Independente de São João de Meriti. A posição de desfile das demais escolas foi definida através de sorteio realizado no dia 15 de julho de 2010 no Scala.
| 1. Difícil É o Nome 2. Independente de São João de Meriti 3. Sereno de Campo Grande 4. Acadêmicos do Sossego 5. Lins Imperial 6. Arranco 7. União do Parque Curicica 8. Tradição 9. Unidos de Padre Miguel 10. União de Jacarepaguá 11. Mocidade de Vicente de Carvalho 12. Paraíso do Tuiuti |

Quesitos e julgadores
A quantidade de quesitos avaliados aumentou para dez, ante nove do ano anterior. Os quesitos Conjunto Harmônico e Ala das Baianas fora extintos. Os quesitos Conjunto, Evolução e Harmonia voltaram a ser julgados. A quantidade de julgadores por quesito também subiu para cinco. A coordenação dos julgadores ficou a cargo da LESGA, que manteve os mesmos jurados do Grupo A.
| Quesitos | Quesitos                     | Julgador 1           | Julgador 2            | Julgador 3            | Julgador 4              | Julgador 5             | Suplentes                |
| -------- | ---------------------------- | -------------------- | --------------------- | --------------------- | ----------------------- | ---------------------- | ------------------------ |
|          | Alegorias e Adereços         | Eduardo Freire       | Mauro Theodoro        | Carlos Alberto Júnior | Jacqueline Bandeira     | Riec Barcelos          | Célio José dos Santos    |
|          | Bateria                      | Chico Donadoni       | Adriano de Sousa      | Kátia Maria de Souza  | Edson Gonçalves         | Júlio César dos Santos | Renato Alves dos Santos  |
|          | Comissão de Frente           | Michele Sales        | Rodrigo Monteiro      | Lindomar Araújo       | Luiz Antônio dos Santos | Tarcísio Filho         | Paulo Cunha              |
|          | Conjunto                     | Jorge Miguel         | Silésio Amorim        | Ariel Chacar          | Marcelo Freitas         | Samuel Pinto           | Leonardo Dias            |
|          | Enredo                       | Selma Nogueira       | José Roberto Darbilly | Ricardo Silva         | Nilton Santos           | Edson Jorge Leite      | José Ricardo da Silva    |
|          | Evolução                     | Luiz Rogério Nicolau | Felicissimo Chaves    | Roberto Peixoto       | Miguel Santa Brígida    | Ivan Heinen            | Josias Franco            |
|          | Fantasias                    | Vanessa Sant`Anna    | Flávia Cristina Viana | Regina Salaroli       | Thiago de Oliveira      | Márcio Anchieta        | Moises Jeremias          |
|          | Harmonia                     | Eduardo Oliveira     | Fernando Bicudo       | Everaldo Benevides    | Sérgio Moreira          | Mauro Leão             | Isac de Souza            |
|          | Mestre-Sala e Porta-Bandeira | Maria José Ramos     | Liane Rosa de Souza   | Paulo Salim           | Paulo Farinelli         | Ricardo Lourenço       | Ronald Carvalho          |
|          | Samba-Enredo                 | Leonardo Bernardo    | Suzane Seiça          | Luiz Guimarães        | Renato Pires            | Nubio Quaresma         | Francisco Carlos da Rosa |

### Classificação
Paraíso do Tuiuti foi a campeã com um desfile em homenagem a Caetano Veloso. O cantor desfilou na última alegoria da escola. Com a vitória, a Tuiuti foi promovida ao Grupo A, de onde foi rebaixada no ano anterior.
| Legenda: Promovida à Grupo A Rebaixadas para o Grupo C |

| Col. | Escola                             | Enredo                                                                          | Carnavalesco(a)                                        | Pontos |
| ---- | ---------------------------------- | ------------------------------------------------------------------------------- | ------------------------------------------------------ | ------ |
| 1    | Paraíso do Tuiuti                  | O Mais Doce Bárbaro - Caetano Veloso                                            | Eduardo Gonçalves                                      | 299,4  |
| 2    | União do Parque Curicica           | Eu Sou o Samba, a Voz de Um Povo Brasileiro!                                    | Amauri Santos                                          | 298,2  |
| 3    | Unidos de Padre Miguel             | Hilária Batista de Almeida                                                      | Fábio Santos                                           | 298,1  |
| 4    | Arranco                            | Arranco Aplausos para Exaltar a Mulher Brasileira em Primeiro Lugar             | Morgana Bastos, Sandro Gomes e Walter Guilherme        | 298    |
| 5    | Sereno de Campo Grande             | Sereno... A Essência do Carnaval                                                | Adilson Pinto, Marco Antônio Falleiros e Rodrigo Mello | 297,8  |
| 6    | União de Jacarepaguá               | Feijoada - Mistura e Tempero, da Cor do Samba, Sabor Brasileiro                 | Alexandre Louzada e Edson Pereira                      | 297,6  |
| 7    | Tradição                           | Juazeiro do Norte, Terra de Oração e Trabalho. Cem Anos de Fé, Poder e Tradição | Augusto de Oliveira                                    | 296,7  |
| 8    | Dificil É o Nome                   | Aniversarius! Dies Sollemnis Natalis                                            | Luiz Cavalcante                                        | 295,9  |
| 9    | Mocidade de Vicente de Carvalho    | Uma Viagem ao Universo dos Cabelos                                              | Alexandre Rangel e Raphael Torres                      | 295,1  |
| 10   | Acadêmicos do Sossego              | Sua Majestade, o Rei Sol                                                        | Fabianno Santana                                       | 294,9  |
| 11   | Independente de São João de Meriti | Refavela                                                                        | Robson Goulart                                         | 294,7  |
| 12   | Lins Imperial                      | Um Lugar Chamado Favela                                                         | Eduardo Minucci                                        | 292,9  |

### Premiações
| Prêmios 2011        | Melhor Escola       | Samba-Enredo | Melhor Enredo       | Melhor Bateria       | Mestre-Sala e Porta-Bandeira | Comissão de Frente   | Melhor Intérprete     | Melhor Ala de Baianas | Ala de Passistas | Melhor Carnavalesco        | Melhores Alegorias | Melhores Fantasias  |
| ------------------- | ------------------- | ------------ | ------------------- | -------------------- | ---------------------------- | -------------------- | --------------------- | --------------------- | ---------------- | -------------------------- | ------------------ | ------------------- |
| Gato de Prata       | Unidos de P. Miguel | -            | -                   | -                    | -                            | -                    | -                     | -                     | -                | -                          | -                  | -                   |
| S@mba-Net           | Tuiuti              | Tradição     | Vicente de Carvalho | União de Jacarepaguá | Zé Roberto e Thais (Tuiuti)  | Vicente de Carvalho  | Daniel Silva (Tuiuti) | Arranco               | Parque Curicica  | -                          | Parque Curicica    | Unidos de P. Miguel |
| Troféu Jorge Lafond | Tuiuti              | Tradição     | -                   | Arranco              | Marcílio e Cíntia (Sereno)   | Vicente de Carvalho  | Daniel Silva (Tuiuti) | Arranco               | Parque Curicica  | Eduardo Gonçalves (Tuiuti) | -                  | -                   |
| Plumas & Paetês     | -                   | Arranco      | -                   | Tuiuti               | -                            | União de Jacarepaguá | -                     | -                     | -                | Fábio Santos (UPM)         | -                  | -                   |
| Troféu Sambario     | -                   | Tradição     | -                   | -                    | -                            | -                    | -                     | -                     | -                | -                          | -                  | -                   |

## Grupo C
O desfile do Grupo C (quarta divisão) foi organizado pela AESCRJ e realizado a partir da noite do domingo, dia 6 de março de 2011, na Estrada Intendente Magalhães. A divisão voltou a ser denominada Grupo C, após dois anos como Grupo Rio de Janeiro 2.
| Ordem dos desfiles |
| 1. Unidos do Jacarezinho 2. Acadêmicos do Engenho da Rainha 3. Vizinha Faladeira 4. Boi da Ilha do Governador 5. Unidos do Cabuçu 6. Rosa de Ouro 7. Unidos da Villa Rica 8. Unidos da Ponte 9. Arrastão de Cascadura 10. Unidos da Vila Santa Tereza 11. Unidos da Vila Kennedy 12. Em Cima da Hora 13. Flor da Mina do Andaraí 14. Acadêmicos da Abolição 15. Corações Unidos do Amarelinho 16. Favo de Acari |

Quesitos e julgadores
Os julgadores foram escolhidos pela AESCRJ em parceria com a Escola Superior de Propaganda e Marketing (ESPM), a Coordenadoria de Projetos Especiais da Universidade Federal do Rio de Janeiro (CooPE-UFRJ) e o Prêmio S@mba-Net. No dia 5 de fevereiro de 2011, os julgadores participaram de um curso ministrado pelos coordenadores do S@mba-Net na ESPM. Os mesmos julgadores avaliaram também os Grupos D e E.
| Quesitos | Quesitos                     | Julgadores                           | Julgadores                        | Julgadores                    | Julgadores                  | Julgadores                       |
| -------- | ---------------------------- | ------------------------------------ | --------------------------------- | ----------------------------- | --------------------------- | -------------------------------- |
|          | Alegorias e Adereços         | Ana Eliza de Souza                   | Antonio Luiz Cabral               | Cristiane Ferraz              | Guy Alexandre Costa         | Vânia Oliveira Garrido           |
|          | Bateria                      | Claudia Holanda                      | Claudio Francioni                 | Karina Neves                  | MC WF                       | Tiago F. Aquino                  |
|          | Comissão de Frente           | Adriano José de Lacerda Rodrigues    | Andrea Massena                    | Ivan Pereira                  | Paulo Moreira               | Renato Neves                     |
|          | Conjunto                     | Carlos Eduardo Ribeiro               | Emilie Audigier                   | José Geraldo da Rocha         | Márcia Furtado Alves        | Valdinei Calixto                 |
|          | Enredo                       | Eduardo José Toledo Jacinto da Silva | Maria de Fátima Malheiro          | Maria Inês Castro Azevedo     | Paulo Marinho dos Santos    | Vinícius Natal                   |
|          | Evolução                     | Fátima Azamor da Costa               | Maria Darcy                       | Moyses Silva                  | Sergio Freitas              | Terezinha Rosário da Silva       |
|          | Fantasias                    | Avelino Paula Gomes Neto             | Diana de Souza Katsivalis         | Flávia Pinto Moretti          | Geferson Gomes Coutinho     | Iane Viana Garcia                |
|          | Harmonia                     | Ana Lucia Garcez Resende             | Ana Paula Macedo                  | Elizabeth Magalhães Lopes     | Mariana Dias da Silva Zwarg | Thiago Oliveira da Motta Sampaio |
|          | Mestre-Sala e Porta-Bandeira | Artur Marinho S. Filho               | Isabel Cristina da Silva Teixeira | Mario Jorge Pinheiro da Silva | Sandra Regina Rodrigues     | Sueli Fefer de Moraes            |
|          | Samba-Enredo                 | Andre Comber                         | Elaine Jose da Silva              | Marcelino Tadeu de Assis      | Sheila Neves do Rego        | Thiago Lepletier                 |

### Classificação
Unidos da Vila Santa Tereza foi a campeã com um desfile sobre a Amazônia. Com a vitória, a escola garantiu seu retorno ao Grupo B, de onde estava afastada desde 1993. Favo de Acari teve a mesma pontuação final que a Unidos de Vila Santa Tereza, mas no quesito de desempate, ficou com o vice-campeonato.
| Legenda: Promovida ao Grupo B Rebaixadas para o Grupo D |

| Col. | Escola                          | Enredo | Carnavalesco(a)                      | Pontos |
| ---- | ------------------------------- | --- | ------------------------------------ | ------ |
| 1    | Unidos da Vila Santa Tereza     | Amazônia - Memórias da Floresta de Coração Verde                                                                                    | Sandro Gomes                         | 299,1  |
| 2    | Favo de Acari                   | Alegria, Alegria! Favo Conta a História da Folia, para Tudo Terminar na Quarta-feira                                                | Nelson Costa                         | 299,1  |
| 3    | Arrastão de Cascadura           | Qual É o Seu Sonho? | André Tabuquini                      | 299    |
| 4    | Rosa de Ouro                    | A Chave do Mistério | Humberto Abrantes e Rogério Lima     | 298,9  |
| 5    | Em Cima da Hora                 | É Carnaval... Abram Alas para a Folia                                                                                               | Marco Antonio Falleiros              | 298,9  |
| 6    | Unidos do Jacarezinho           | Encantados | Eduardo Gonçalves                    | 298,2  |
| 7    | Unidos do Cabuçu                | A Cabuçu Mexe e Remexe Através dos Tempos                                                                                           | Luiz Carlos Guimarães                | 297,8  |
| 8    | Boi da Ilha do Governador       | Uaraná Cé Cé! Força da Vida | Guilherme Alexandre                  | 297,6  |
| 9    | Unidos da Villa Rica            | Brasil sem Fronteiras | Alexandre Rangel e Raphael Torres    | 296,7  |
| 10   | Unidos da Vila Kennedy          | Itaguaí: A Cidade do Porto | Cláudio Fontes                       | 296,5  |
| 11   | Unidos da Ponte                 | Orixás | Ricardo Paulino                      | 296    |
| 12   | Acadêmicos da Abolição          | Mãe Bahia, Terra de Encanto, Crenças e Magias...                                                                                    | Adriana Freitas e Marcos de Oliveira | 295,1  |
| 13   | Acadêmicos do Engenho da Rainha | De Paulo da Portela à Nilo Figueiredo... Essa É a História da Escola de Samba Mais Brasileira, Fazendo o Voo com a Águia Altaneira! | Wenderson Silva                      | 295,1  |
| 14   | Corações Unidos do Amarelinho   | A Vida É Um Jogo. E no Jogo da Vida Eu Sou o Rei!                                                                                   | Renato Bandeira                      | 293,3  |
| 15   | Flor da Mina do Andaraí         | Brasil Coração de Todos. Viva o Povo Brasileiro!                                                                                    | Jerônimo Guimarães                   | 291,7  |
| 16   | Vizinha Faladeira               | Vizinha Faladeira Dá as Cartas | Jorge Castro                         | 290,6  |

### Premiações
| Prêmios 2011  | Melhor Escola | Samba-Enredo      | Melhor Enredo | Melhor Bateria | Mestre-Sala e Porta-Bandeira           | Comissão de Frente | Melhor Intérprete                 | Melhor Harmonia | Ala de Passistas | Ala de Baianas | Melhor Carnavalesco                 | Melhores Alegorias | Melhores Fantasias |
| ------------- | ------------- | ----------------- | ------------- | -------------- | -------------------------------------- | ------------------ | --------------------------------- | --------------- | ---------------- | -------------- | ----------------------------------- | ------------------ | ------------------ |
| Samba É Nosso | -             | Arrastão          | Vila Kennedy  | Abolição       | Douglas e Nathalia (Vila Kennedy)      | Em Cima da Hora    | Marcelo Rodrigues (Cabuçu)        | Arrastão        | Arrastão         | Boi da Ilha    | Wenderson Silva (Engenho da Rainha) | Vila Kennedy       | Vila Kennedy       |
| Samba Show    | Favo de Acari | Vila Santa Tereza | -             | Jacarezinho    | Welington e Tamara (Vila Santa Tereza) | -                  | Marquinhos do Banjo (Boi da Ilha) | Arrastão        | Arrastão         | -              | -                                   | -                  | -                  |
| S@mba-Net     | Arrastão      | -                 | -             | -              | -                                      | -                  | -                                 | -               | -                | -              | -                                   | -                  | -                  |

## Grupo D

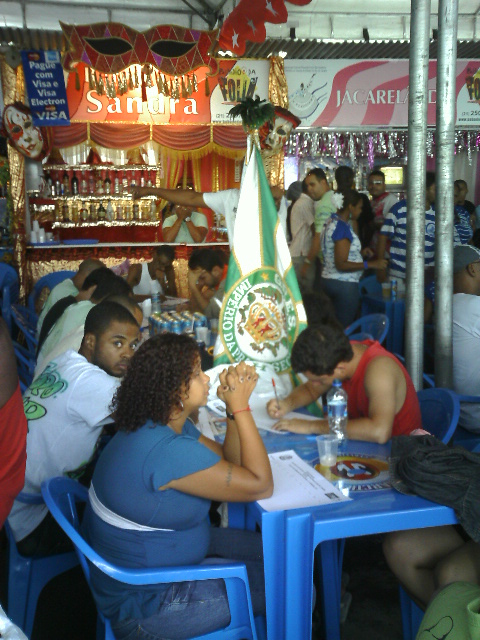
Diretoria do Império da Praça Seca durante a apuração do desfile. Escola foi a campeã do Grupo D.

O desfile do Grupo D (quinta divisão) foi organizado pela AESCRJ e realizado a partir da noite da segunda-feira, dia 7 de março de 2011, na Estrada Intendente Magalhães.
| Ordem dos desfiles |
| 1. Acadêmicos do Dendê 2. Mocidade Independente de Inhaúma 3. Império da Praça Seca 4. Leão de Nova Iguaçu 5. Imperial de Nova Iguaçu 6. Mocidade Unida do Santa Marta 7. Mocidade Unida de Jacarepaguá 8. Gato de Bonsucesso 9. Unidos do Anil 10. Delírio da Zona Oeste 11. Unidos de Cosmos 12. Acadêmicos de Vigário Geral 13. Unidos de Manguinhos |

Quesitos e julgadores
| Quesitos | Quesitos                     | Julgadores                           | Julgadores                        | Julgadores                    | Julgadores                  | Julgadores                       |
| -------- | ---------------------------- | ------------------------------------ | --------------------------------- | ----------------------------- | --------------------------- | -------------------------------- |
|          | Alegorias e Adereços         | Ana Eliza de Souza                   | Antonio Luiz Cabral               | Cristiane Ferraz              | Guy Alexandre Costa         | Vânia Oliveira Garrido           |
|          | Bateria                      | Claudia Holanda                      | Claudio Francioni                 | Karina Neves                  | MC WF                       | Tiago F. Aquino                  |
|          | Comissão de Frente           | Adriano José de Lacerda Rodrigues    | Andrea Massena                    | Ivan Pereira                  | Paulo Moreira               | Renato Neves                     |
|          | Conjunto                     | Carlos Eduardo Ribeiro               | Emilie Audigier                   | José Geraldo da Rocha         | Márcia Furtado Alves        | Valdinei Calixto                 |
|          | Enredo                       | Eduardo José Toledo Jacinto da Silva | Maria de Fátima Malheiro          | Maria Inês Castro Azevedo     | Paulo Marinho dos Santos    | Vinícius Natal                   |
|          | Evolução                     | Fátima Azamor da Costa               | Maria Darcy                       | Moyses Silva                  | Sergio Freitas              | Terezinha Rosário da Silva       |
|          | Fantasias                    | Avelino Paula Gomes Neto             | Diana de Souza Katsivalis         | Flávia Pinto Moretti          | Geferson Gomes Coutinho     | Iane Viana Garcia                |
|          | Harmonia                     | Ana Lucia Garcez Resende             | Ana Paula Macedo                  | Elizabeth Magalhães Lopes     | Mariana Dias da Silva Zwarg | Thiago Oliveira da Motta Sampaio |
|          | Mestre-Sala e Porta-Bandeira | Artur Marinho S. Filho               | Isabel Cristina da Silva Teixeira | Mario Jorge Pinheiro da Silva | Sandra Regina Rodrigues     | Sueli Fefer de Moraes            |
|          | Samba-Enredo                 | Andre Comber                         | Elaine Jose da Silva              | Marcelino Tadeu de Assis      | Sheila Neves do Rego        | Thiago Lepletier                 |

### Classificação
Em seu segundo carnaval como escola de samba, o Império da Praça Seca foi campeão do Grupo D com dois décimos de diferença para a Mocidade Unida de Jacarepaguá. Com a vitória, o Império foi promovido à quarta divisão do carnaval. A escola realizou um desfile em homenagem à sua escola-madrinha, Império Serrano.
| Legenda: Promovida ao Grupo C Rebaixadas para o Grupo E |

| Col. | Escola                           | Enredo | Carnavalesco(a)                         | Pontos |
| ---- | -------------------------------- | --- | --------------------------------------- | ------ |
| 1    | Império da Praça Seca            | A Benção Minha Madrinha: Império Serrano                                                                             | Marco Antônio Falleiros e Raphael Heide | 299,6  |
| 2    | Mocidade Unida de Jacarepaguá    | África Carioca, o Samba, a Favela e o Cotidiano                                                                      | Jhonson Santos e Sandro Gomes           | 299,4  |
| 3    | Acadêmicos do Dendê              | Saideira, Uma Paixão Nacional                                                                                        | Marcio Pulukuer e Severo Luzardo        | 299,1  |
| 4    | Unidos de Manguinhos             | Carnaval, Folia, Manguinhos, Eterna Magia                                                                            | Diângelo Fernandes                      | 298,7  |
| 5    | Acadêmicos de Vigário Geral      | Amor, Um Sentimento Universal                                                                                        | Afonso Delonni e Plínio dos Santos      | 298,5  |
| 6    | Leão de Nova Iguaçu              | Nas Garras do Leão? Os Sentidos da Emoção                                                                            | Amauri Santos e Léo Mídia               | 298,2  |
| 7    | Unidos de Cosmos                 | No Reino das Águas de Monteiro Lobato Brota o Ouro Negro do Pré-sal, Cosmos Desvenda a História do Petróleo Nacional | André, Flávio Almeida e Verônica        | 296,1  |
| 8    | Unidos do Anil                   | Sonhos | Roberto Bezerra                         | 296    |
| 9    | Gato de Bonsucesso               | Desejos | Marco Aramha e Marcyo de Oliveira       | 293,7  |
| 10   | Delírio da Zona Oeste            | Viajando na Cidade de Nilópolis, Delirando com a Beija-Flor. Um Tributo à Família David                              | Reinalto Silveira                       | 293,5  |
| 11   | Imperial de Nova Iguaçu          | América, Paraíso Abençoado por Deus e Cobiçada por Todos                                                             | Ramos Formigão                          | 292,5  |
| 12   | Mocidade Independente de Inhaúma | Nem só de Prata, nem só de Ouro. Inhaúma Revela Seu Tesouro                                                          | Edson Siqueira                          | 292,5  |
| 13   | Mocidade Unida do Santa Marta    | Botafogo na Folia, Santa Marta Mais Um Ano de Alegria!                                                               | Cássio Carvalho                         | 288,6  |

### Premiações
| Prêmios 2011  | Melhor Escola              | Samba-Enredo | Melhor Enredo | Melhor Bateria             | Mestre-Sala e Porta-Bandeira                     | Comissão de Frente | Melhor Intérprete        | Melhor Harmonia | Ala de Baianas | Ala de Passistas | Melhor Carnavalesco                      | Melhores Alegorias |
| ------------- | -------------------------- | ------------ | ------------- | -------------------------- | ------------------------------------------------ | ------------------ | ------------------------ | --------------- | -------------- | ---------------- | ---------------------------------------- | ------------------ |
| Samba É Nosso | -                          | Leão         | Leão          | Mocidade U. de Jacarepaguá | Thiaguinho e Amanda (Mocidade U. de Jacarepaguá) | Vigário Geral      | Edu Chagas (Santa Marta) | Dendê           | Delírio        | Vigário Geral    | Marcio Pulukuer e Severo Luzardo (Dendê) | Dendê              |
| Samba Show    | Mocidade U. de Jacarepaguá | Cosmos       | -             | Império da Praça Seca      | Thiaguinho e Amanda (Mocidade U. de Jacarepaguá) | -                  | Sandrinho (Cosmos)       | Dendê           | -              | -                | -                                        | -                  |

## Grupo E
O desfile do Grupo E (sexta divisão) foi organizado pela AESCRJ e realizado a partir da noite da terça-feira, dia 8 de março de 2011, na Estrada Intendente Magalhães.
| Ordem dos desfiles |
| 1. Chatuba de Mesquita 2. Unidos do Uraiti 3. União de Guaratiba 4. Unidos do Cabral 5. Infantes da Piedade 6. Boêmios de Inhaúma 7. Matriz de São João de Meriti 8. Paraíso da Alvorada 9. Arame de Ricardo 10. Unidos de Lucas 11. União de Vaz Lobo 12. Canários das Laranjeiras |

Quesitos e julgadores
| Quesitos | Quesitos                     | Julgadores                           | Julgadores                        | Julgadores                    | Julgadores                  | Julgadores                       |
| -------- | ---------------------------- | ------------------------------------ | --------------------------------- | ----------------------------- | --------------------------- | -------------------------------- |
|          | Alegorias e Adereços         | Ana Eliza de Souza                   | Antonio Luiz Cabral               | Cristiane Ferraz              | Guy Alexandre Costa         | Vânia Oliveira Garrido           |
|          | Bateria                      | Claudia Holanda                      | Claudio Francioni                 | Karina Neves                  | MC WF                       | Tiago F. Aquino                  |
|          | Comissão de Frente           | Adriano José de Lacerda Rodrigues    | Andrea Massena                    | Ivan Pereira                  | Paulo Moreira               | Renato Neves                     |
|          | Conjunto                     | Carlos Eduardo Ribeiro               | Emilie Audigier                   | José Geraldo da Rocha         | Márcia Furtado Alves        | Valdinei Calixto                 |
|          | Enredo                       | Eduardo José Toledo Jacinto da Silva | Maria de Fátima Malheiro          | Maria Inês Castro Azevedo     | Paulo Marinho dos Santos    | Vinícius Natal                   |
|          | Evolução                     | Fátima Azamor da Costa               | Maria Darcy                       | Moyses Silva                  | Sergio Freitas              | Terezinha Rosário da Silva       |
|          | Fantasias                    | Avelino Paula Gomes Neto             | Diana de Souza Katsivalis         | Flávia Pinto Moretti          | Geferson Gomes Coutinho     | Iane Viana Garcia                |
|          | Harmonia                     | Ana Lucia Garcez Resende             | Ana Paula Macedo                  | Elizabeth Magalhães Lopes     | Mariana Dias da Silva Zwarg | Thiago Oliveira da Motta Sampaio |
|          | Mestre-Sala e Porta-Bandeira | Artur Marinho S. Filho               | Isabel Cristina da Silva Teixeira | Mario Jorge Pinheiro da Silva | Sandra Regina Rodrigues     | Sueli Fefer de Moraes            |
|          | Samba-Enredo                 | Andre Comber                         | Elaine Jose da Silva              | Marcelino Tadeu de Assis      | Sheila Neves do Rego        | Thiago Lepletier                 |

### Classificação
Unidos de Lucas foi campeã com três décimos de diferença para a Matriz de São João de Meriti. Com a vitória, a Unidos de Lucas foi promovida à quarta divisão, de onde estava afastada desde o ano anterior. Últimas colocadas, Boêmios de Inhaúma, Unidos do Uraiti, União de Guaratiba e Infantes da Piedade foram rebaixadas para Grupo 1 dos blocos de enredo.
| Legenda: Promovida ao Grupo D Rebaixadas para o Grupo 1 dos Blocos |

| Col. | Escola                       | Enredo | Carnavalesco(a)                              | Pontos |
| ---- | ---------------------------- | --- | -------------------------------------------- | ------ |
| 1    | Unidos de Lucas              | Um Amor de Carnaval!                                                                                                   | Leandro Mourão                               | 300    |
| 2    | Matriz de São João de Meriti | Brincar É Legal! Até Virou Carnaval!                                                                                   | Carlinhos Muvuca e Ramos Formiga             | 299,7  |
| 3    | Unidos do Cabral             | Cabral - 58 Anos de Praia!                                                                                             | Ernane Costa e Hilton Rodrigues              | 299,1  |
| 4    | União de Vaz Lobo            | Yabás, Senhoras do Tempo, Deusas da Natureza, Mães dos Nossos Destinos                                                 | Alexandre Carlos, Eduardo Pinho e William    | 298,5  |
| 5    | Chatuba de Mesquita          | Pro Calor do Carnaval, a Chatuba Traz Uma Delícia Glacial!                                                             | Alexandre Costa, Lino Sales e Marcus do Val  | 298,4  |
| 6    | Arame de Ricardo             | O Arame É Fogo! | Ney Júnior                                   | 294    |
| 7    | Paraíso da Alvorada          | Alvorada da Silva, Um Carioca Maneiro Passeando no Paraíso                                                             | Comissão de Carnaval                         | 293,5  |
| 8    | Canários das Laranjeiras     | Lugar de Mulher É na História (Reedição do próprio enredo de 1991)                                                     | Carlos Cavallieri                            | 291,9  |
| 9    | Boêmios de Inhaúma           | Vem Quente que Estou Fervendo. A Boêmios de Inhaúma É Fogo!                                                            | Luiz Carlos do Valle e Mamusca da Beija-Flor | 288    |
| 10   | Unidos do Uraiti             | Uirapuru, o Rei da Sorte e do Amor                                                                                     | Valter Barros                                | 277    |
| 11   | União de Guaratiba           | Eu Conto Um Conto e Mostro Um Ponto. Com Pó de Pirlimpimpim a Fantasia Chegou. Monteiro Lobato, Sua História É sem Fim | Renato Reis                                  | 256,3  |
| 12   | Infantes da Piedade          | Que Rei Sou Eu? Que Rei É Você?                                                                                        | Josemar Vieira                               | 220,2  |

### Premiações
| Prêmios 2011  | Melhor Escola      | Samba-Enredo | Melhor Enredo | Melhor Bateria | Mestre-Sala e Porta-Bandeira    | Comissão de Frente | Melhor Intérprete                   | Melhor Harmonia    | Ala de Baianas      | Ala de Passistas | Melhor Carnavalesco | Melhores Alegorias |
| ------------- | ------------------ | ------------ | ------------- | -------------- | ------------------------------- | ------------------ | ----------------------------------- | ------------------ | ------------------- | ---------------- | ------------------- | ------------------ |
| Samba É Nosso | -                  | Vaz Lobo     | Chatuba       | Vaz Lobo       | Maicon e Ana Beatriz (Vaz Lobo) | Cabral             | Wando Simpatia (Boêmios de Inhaúma) | Matriz de São João | Paraíso da Alvorada | Vaz Lobo         | Ney Júnior (Arame)  | Arame              |
| Samba Show    | Matriz de São João | Lucas        | -             | Vaz Lobo       | Ewerton e Cássia (Cabral)       | -                  | André (União de Guaratiba)          | Matriz de São João | -                   | -                | -                   | -                  |

## Blocos de enredo
Os desfiles foram organizados pela Federação dos Blocos Carnavalescos do Estado do Rio de Janeiro (FBCERJ).

### Grupo 1
O desfile do Grupo 1 foi realizado a partir das 20 horas do sábado, dia 5 de março de 2011, na Avenida Rio Branco.
| Ordem dos desfiles |
| 1. Falcão Dourado 2. Magnatas de Engenheiro Pedreira 3. Raízes da Tijuca 4. Boca de Siri 5. União da Ponte 6. Coroado de Jacarepaguá 7. Flor da Primavera 8. Unidos das Vargens 9. Novo Horizonte 10. Bloco do Barriga |

#### Classificação
Boca de Siri foi o campeão, sendo promovido ao Grupo E das escolas de samba. Falcão Dourado foi desclassificado por desfilar com menos de 50% da quantidade mínima de componentes exigida pelo regulamento.
| Legenda: Promovido ao Grupo E Rebaixados para o Grupo 2 |

| Col. | Bloco                           | Enredo                                                | Carnavalesco(a)                 | Pontos                     |
| ---- | ------------------------------- | ----------------------------------------------------- | ------------------------------- | -------------------------- |
| 1    | Boca de Siri                    | Doce Infância                                         | Valério Guinidle                | 204                        |
| 2    | Unidos das Vargens              | Tribos                                                | Thiago Avhis                    | 203                        |
| 3    | Flor da Primavera               | Prazer                                                | Fabiano Ferraro                 | 197                        |
| 4    | Coroado de Jacarepaguá          | Cinco Sentidos, Cinco Caminhos... Do Mundo ao Coração | Gilberto Almeida e Lucy Ribeiro | 195                        |
| 5    | União da Ponte                  | Chico Mendes, a Voz da Floresta                       | Cláudio Fontes                  | 187                        |
| 6    | Magnatas de Engenheiro Pedreira | No Brasil, quando É Feriado até Ateu Comemora         | Renato César Ribeiro            | 184                        |
| 7    | Bloco do Barriga                | Sou da Noite, não Posso Negar                         | Rapahel Ladeira                 | 180                        |
| 8    | Novo Horizonte                  | A Origem do Amor                                      | Preto                           | 170                        |
| 9    | Raízes da Tijuca                | Djalma Sabiá: Memória do Samba                        | Sérgio Silva                    | 154                        |
| 10   | Falcão Dourado                  | Os Encantos do Senhor da Luz                          | Paulo Alves                     | Desclassificado (Artigo 5) |

### Grupo 2
O desfile do Grupo 2 foi realizado a partir das 20 horas do sábado, dia 5 de março de 2011, na Estrada Intendente Magalhães.

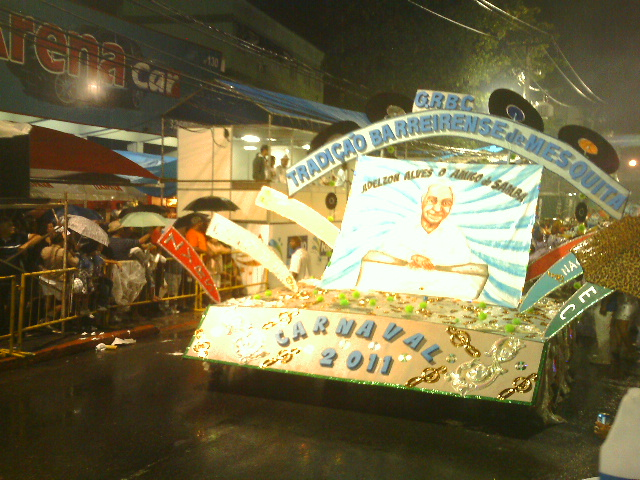
Imagem do desfile de 2011 da Tradição Barreirense de Mesquita. Bloco foi o campeão do Grupo 2 com homenagem ao jornalista Adelzon Alves.

| Ordem dos desfiles |
| 1. Esperança de Nova Campina 2. Unidos do Alto da Boa Vista 3. Simpatia do Jardim Primavera 4. Bloco do China 5. Unidos de Tubiacanga 6. Tradição Barreirense de Mesquita 7. Unidos da Laureano 8. Império do Gramacho 9. Mocidade Unida de Manguariba 10. Amizade da Água Branca |

#### Classificação
Tradição Barreirense de Mesquita foi o campeão, sendo promovido ao Grupo 1. Esperança de Nova Campina e Bloco do China foram desclassificados por desfilarem fora da ordem definida.
| Legenda: Promovido ao Grupo 1 Rebaixados para o Grupo 3 |

| Col. | Bloco                            | Enredo                                                        | Carnavalesco(a)                                | Pontos                       |
| ---- | -------------------------------- | ------------------------------------------------------------- | ---------------------------------------------- | ---------------------------- |
| 1    | Tradição Barreirense de Mesquita | Adelzon Alves - O Amigo do Samba                              | Osmar Costa                                    | 203                          |
| 2    | Império do Gramacho              | Pierre Verger, da França à Bahia de Todos os Santos           | Raimundo Ferreira                              | 202                          |
| 3    | Unidos da Laureano               | Tarobá e Naipi, a Lenda das Cataratas do Iguaçu               | Comissão de Carnaval                           | 197                          |
| 4    | Unidos do Alto da Boa Vista      | Até o Alto da Tijuca, no Bonde da Saudade                     | Kácio Alves                                    | 187                          |
| 5    | Amizade da Água Branca           | Rio, Cidade Maravilhosa                                       | Comissão de Carnaval                           | 186                          |
| 6    | Simpatia do Jardim Primavera     | No Tabuleiro da Baiana Tem?                                   | Rapahel Ladeira                                | 181                          |
| 7    | Mocidade Unida de Manguariba     | Na Era do Aquecimento Global, Manguariba Faz o Alerta Mundial | David & Alexandre                              | 174                          |
| 8    | Unidos de Tubiacanga             | O Circo Chegou, tem Explosão de Alegria                       | Comissão de Carnaval                           | 162                          |
| 9    | Esperança de Nova Campina        | União da Ilha, Samba, Amor e Melodia                          | Comissão de Carnaval                           | Desclassificados (Artigo 14) |
| 10   | Bloco do China                   | O Rio de Janeiro Continua Lindo                               | Levy Cintra e Sérgio Ubirajara Marins D’Avilar | Desclassificados (Artigo 14) |

### Grupo 3
O desfile do Grupo 3 foi realizado a partir das 20 horas do sábado, dia 5 de março de 2011, na Rua Cardoso de Morais, em Bonsucesso.
| Ordem dos desfiles |
| 1. Oba-Oba do Recreio 2. Campinho Imperial 3. Roda Quem Pode 4. Unidos de Parada Angélica 5. Arranco da Guarany de Piabetá 6. Grilo de Bangu 7. Cometas do Bispo 8. Colibri de Mesquita 9. Tigre de Bonsucesso 10. Mocidade Unida da Mineira 11. Chora na Rampa |

#### Classificação
Colibri de Mesquita foi o campeão, sendo promovido ao Grupo 2. Os últimos colocados foram rebaixados para o Grupo 4, que seria criado no ano seguinte.
| Legenda: Promovido ao Grupo 2 Rebaixados para o Grupo 4 |

| Col. | Bloco                         | Enredo                                                                 | Carnavalesco(a)                  | Pontos | Desempate        |
| ---- | ----------------------------- | ---------------------------------------------------------------------- | -------------------------------- | ------ | ---------------- |
| 1    | Colibri de Mesquita           | Tá de Mal? Come Sal... Só Se For Lá de Natal                           | Francisco Lopes dos Santos Filho | 105    | -                |
| 2    | Campinho Imperial             | Saltimbancos, o Pequeno Circo do Carnaval                              | Renato Lira                      | 104    | -                |
| 3    | Cometas do Bispo              | Alegria, Alegria, o Circo Chegou, Sou Cometas do Bispo, sim Senhor     | Comissão de Carnaval             | 101    | Bateria (10 pts) |
| 4    | Grilo de Bangu                | Se o Meu Jogo Falasse                                                  | Cristiano Plácido Chaves         | 101    | Bateria (9 pts)  |
| 5    | Oba-Oba do Recreio            | Oba-oba, Sargentelli Chegou com o seu Ziriguidum                       | Comissão de Carnaval             | 98     | -                |
| 6    | Mocidade Unida da Mineira     | Pra Dizer que Falei das Flores                                         | Oziene Furtado                   | 97     | Bateria (10 pts) |
| 7    | Unidos de Parada Angélica     | Mangueira Teu Cenário É Uma Beleza                                     | Roberto Fonseca                  | 97     | Bateria (8 pts)  |
| 8    | Chora na Rampa                | Na Luta pela Igualdade, Busco a Minha Dignidade                        | Luiz Fernando Teodoro            | 96     | -                |
| 9    | Roda Quem Pode                | O Paraíso Virou Lixo                                                   | Comissão de Carnaval             | 94     | -                |
| 10   | Tigre de Bonsucesso           | Juventude da Vila, Nove Anos de Vitórias, Conquistas e Trabalho Social | Comissão de Carnaval             | 92     | -                |
| 11   | Arranco da Guarany de Piabetá | Parintins, o Maior Espetáculo da Silva: Garantido e Caprichoso         | Almir                            | 83     | -                |

## Desfile das Campeãs
Pelo quinto ano consecutivo foi realizado o Desfile das Campeãs das escolas que desfilam na Estrada Intendente Magalhães. Assim como nos anos anteriores, as escolas não foram obrigadas a levar alegorias, apenas os componentes fantasiados. O desfile foi realizado a partir da noite do sábado, dia 12 de março de 2011, na Estrada Intendente Magalhães.
| Ordem dos desfiles |
| 1. Boca de Siri (Campeão dos blocos) 2. Matriz de São João de Meriti (Vice-campeã do Grupo E) 3. Unidos de Lucas (Campeã do Grupo E) 4. Mocidade Unida de Jacarepaguá (Vice-campeã do Grupo D) 5. Império da Praça Seca (Campeã do Grupo D) 6. Favo de Acari (Vice-campeã do Grupo C) 7. Unidos da Vila Santa Tereza (Campeã do Grupo C) |

## Escolas mirins
O desfile das escolas mirins foi organizado pela Associação das Escolas de Samba Mirins do Rio de Janeiro (AESM-Rio) e realizado na sexta-feira, dia 4 de março de 2011, no Sambódromo da Marquês de Sapucaí. A Associação sugeriu que as escolas reeditassem sambas antigos. Apenas a Pimpolhos da Grande Rio apresentou uma obra inédita. MEL do Futuro reeditaria o enredo de 1995 da Imperatriz Leopoldinense, mas não desfilou.
| Ordem dos desfiles |
| 1. Filhos da Águia 2. Miúda da Cabuçu 3. Pimpolhos da Grande Rio 4. Ainda Existem Crianças na Vila Kennedy 5. Corações Unidos do Ciep 6. Império do Futuro 7. Inocentes da Caprichosos 8. Tijuquinha do Borel 9. Herdeiros da Vila 10. Infantes do Lins 11. MEL do Futuro (Não desfilou) 12. Nova Geração do Estácio de Sá 13. Petizes da Penha 14. Aprendizes do Salgueiro 15. Mangueira do Amanhã 16. Golfinhos da Guanabara 17. Estrelinha da Mocidade |

### Classificação
Pela primeira vez, os desfiles mirins foram avaliados com notas.
| Col. | Escola                        | Enredo | Pontos |
| --- | ----------------------------- | --- | ------ |
| 1 | Infantes do Lins              | Chico Mendes, o Arauto da Natureza (Reedição do enredo de 1991 da Lins Imperial)                                                           | 138,1  |
| 2 | Nova Geração do Estácio de Sá | Paulicéia Desvairada (Reedição do enredo de 1992 da Estácio de Sá)                                                                         | 137,4  |
| 3 | Inocentes da Caprichosos      | Xuxa e Seu Reino Encantado no Carnaval da Imaginação (Reedição do enredo de 2004 da Caprichosos de Pilares)                                | 136,8  |
| 4 | Pimpolhos da Grande Rio       | Nossos Contos | 136,3  |
| 5 | Corações Unidos do Ciep       | Domingo (Reedição do enredo de 1977 da União da Ilha do Governador)                                                                        | 136    |
| 6 | Golfinhos da Guanabara        | O Exagerado Cazuza nas Terras de Santa Cruz (Reedição do enredo de 1998 da Acadêmicos de Santa Cruz)                                       | 133,3  |
| 7 | Herdeiros da Vila             | Muito Prazer! Isabel de Bragança e Drumond Rosa da Silva, mas Pode Me Chamar de Vila (Reedição do enredo de 1994 da Unidos de Vila Isabel) | 128,8  |
| 8 | Aprendizes do Salgueiro       | Bahia de Todos os Deuses (Reedição do enredo de 1969 dos Acadêmicos do Salgueiro)                                                          | 128,7  |
| 9 | Estrelinha da Mocidade        | O Grande Circo Místico (Reedição do enredo de 2002 da Mocidade Ind. de Padre Miguel)                                                       | 127,9  |
| 10 | Petizes da Penha              | O Direito de Ir e Vir, da Cadeirinha ao Metrô, Eu Também Vou (Reedição do enredo de 2006 da Flor da Mina do Andaraí)                       | 125,4  |
| 11 | Miúda da Cabuçu               | O Mundo Mágico dos Trapalhões (Reedição do enredo de 1988 da Unidos do Cabuçu)                                                             | 125,1  |
| 12 | Filhos da Águia               | Contos de Areia (Reedição do enredo de 1984 da Portela)                                                                                    | 125    |
| 13 | Império do Futuro             | Alô, Alô, Taí Carmem Miranda (Reedição do enredo de 1972 do Império Serrano)                                                               | 123,6  |
| 14 | Mangueira do Amanhã           | Atrás da Verde e Rosa, Só não Vai Quem Já Morreu (Reedição do enredo de 1994 da Estação Primeira de Mangueira)                             | 122,2  |
| 15 | Tijuquinha do Borel           | Entrei Por Um Lado, Saí Pelo Outro e Quem Quiser Invente Outro (Reedição do enredo de 2005 da Unidos da Tijuca)                            | 117,9  |
| Ainda Existem Crianças na Vila Kennedy reeditou Das Maravilhas do Mar, Fez-se o Esplendor de Uma Noite (Portela 1981), mas não teve suas notas divulgadas |                               | |        |
| MEL do Futuro (Não desfilou) |                               | |        |